# Rue de Pas
La rue de Pas est une rue de Lille, dans le Nord, en France.

## Situation et accès
Située dans le quartier de Lille-Centre la rue de Pas relie la rue Nationale à la rue des Poissonceaux. Elle borde la place Pierre-Mendès-France en traversant la rue Saint-Étienne. 
Ce site est desservi par la station de métro Rihour.

## Origine du nom
Le nom rappelle le village de Pas lieu d'origine des comtes de Pas

## Historique
La rue est ouverte en 1876 sur la couverture du canal des Poissonceaux sous le nom de « rue du Bourg de Pas », village du Pas-de-Calais où réside le comte de Pas, puis devient simplement rue de Pas.

## Bâtiments remarquables et lieux de mémoire

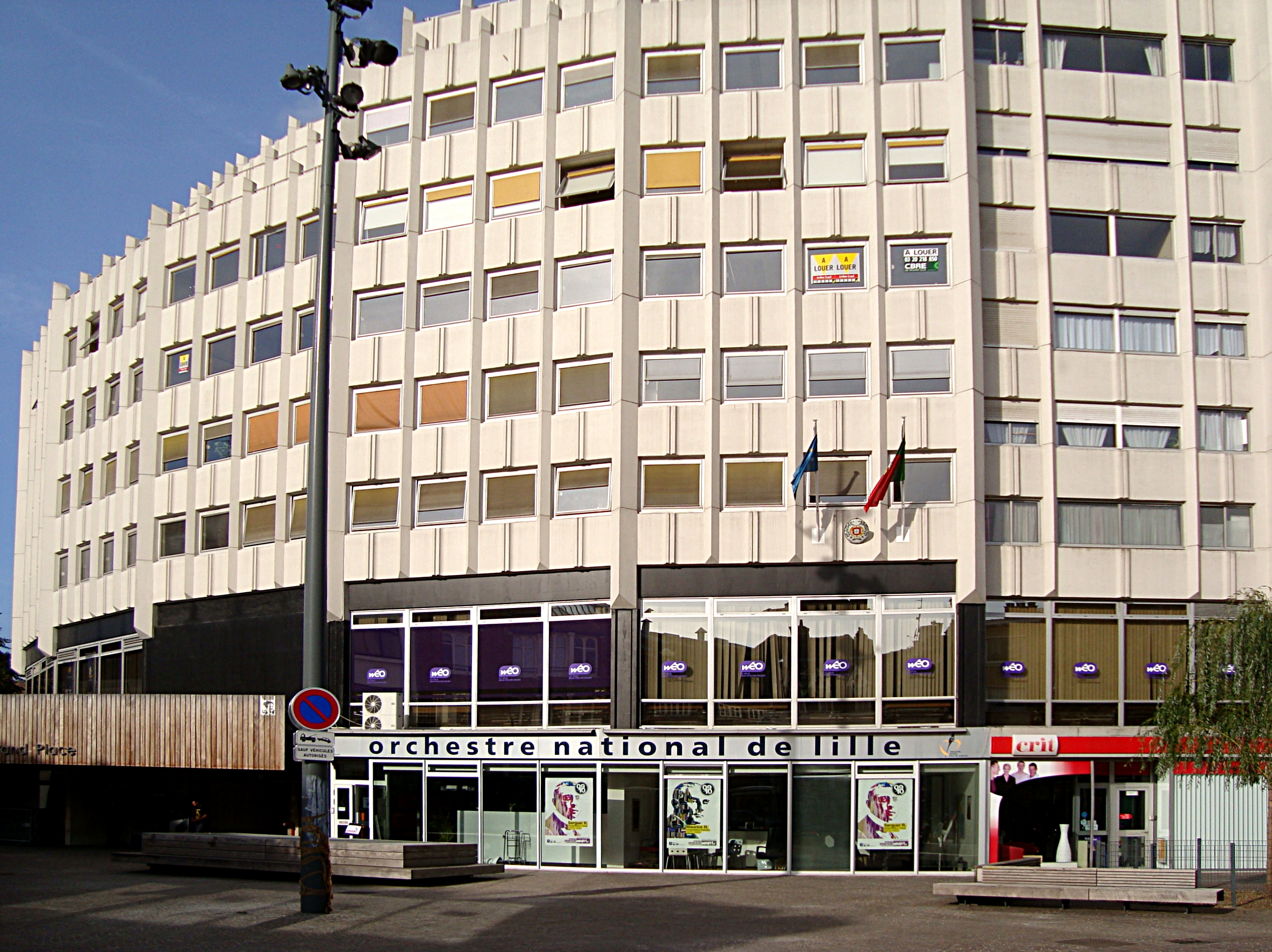
Nouveau Siècle de Lille

- Le complexe du Nouveau Siècle de Lille a remplacé le projet du « Diplodocus ». C'est une propriété du Conseil régional des Hauts-de-France construite à la place du quartier très dense des Poissonceaux rasé à la fin des années 1960.